# Smash (The Offspring)
Smash è il terzo album in studio del gruppo musicale statunitense The Offspring, pubblicato l'8 aprile 1994 dalla Epitaph Records.
Detiene il record assoluto di vendite per una casa discografica indipendente, avendo venduto oltre 11 milioni di copie in tutto il mondo.
Il brano Time to Relax contiene esclusivamente parole e non è presente nelle musicassette.
L'etichetta ha annunciato il 17 giugno 2008 una ristampa rimasterizzata dell'album, con un nuovo libretto composto di 24 pagine.
L'album ha raggiunto la posizione numero 4 nella classifica Billboard 200 e la posizione numero 1 nella Heatseekers.
Nelle classifiche stilate da Kerrang! è stato posizionato al cinquantaquattresimo posto nei "100 album da ascoltare prima di morire", al quinto nei "50 album punk migliori di sempre" e al settimo nei "50 album pop-punk migliori di sempre".
Come Out and Play, Self Esteem e Gotta Get Away hanno avuto una forte rotazione su MTV e sulle radio, fino all'uscita di Americana.

## Tracce
Testi e musiche degli Offspring (eccetto dove indicato).
1. Time to Relax – 0:25
2. Nitro (Youth Energy) – 2:27
3. Bad Habit – 3:43
4. Gotta Get Away – 3:52
5. Genocide – 3:33
6. Something to Believe In – 3:17
7. Come Out and Play – 3:17
8. Self Esteem – 4:17
9. It'll Be a Long Time – 2:43
10. Killboy Powerhead – 2:02 (Didjits) – cover dei Didjits
11. What Happened to You? – 2:12
12. So Alone – 1:17
13. Not the One – 2:54
14. Smash – 10:40 – al termine del brano (2:53) inizia la traccia fantasma Genocide (Reprise); dopo 4:58 minuti dal suo termine (4:10-9:08) inizia la traccia fantasma Come Out and Play (Reprise)

## Formazione
Gruppo
- Ron Welty – batteria, cori
- Dexter Holland – voce, chitarra, cori
- Greg K – basso, cori
- Noodles – chitarra, cori

Altri musicisti
- Chris "X-13" Higgins – cori in Come Out and Play[29] e So Alone
- Jason "Blackball" McLean – voce aggiuntiva in Come Out and Play

## Classifiche

### Classifiche settimanali
| Classifica (1994/95) | Posizione massima |
| -------------------- | ----------------- |
| Australia            | 1                 |
| Austria              | 2                 |
| Belgio (Fiandre)     | 2                 |
| Belgio (Vallonia)    | 2                 |
| Canada               | 3                 |
| Danimarca            | 8                 |
| Europa               | 3                 |
| Finlandia            | 2                 |
| Francia              | 4                 |
| Germania             | 4                 |
| Norvegia             | 9                 |
| Nuova Zelanda        | 6                 |
| Paesi Bassi          | 5                 |
| Regno Unito          | 21                |
| Stati Uniti          | 4                 |
| Svezia               | 3                 |
| Svizzera             | 3                 |

### Classifiche di fine anno
| Classifica (1995) | Posizione |
| ----------------- | --------- |
| Australia         | 11        |
| Austria           | 2         |
| Belgio (Fiandre)  | 11        |
| Belgio (Vallonia) | 5         |
| Canada            | 4         |
| Germania          | 9         |
| Nuova Zelanda     | 12        |
| Paesi Bassi       | 18        |
| Regno Unito       | 75        |
| Stati Uniti       | 11        |
| Svizzera          | 6         |

### Classifiche di fine decennio
| Classifica (1990–1999) | Posizione |
| ---------------------- | --------- |
| Stati Uniti            | 56        |